# Font del Rossinyol (Monistrol de Calders)
La Font del Rossinyol és una surgència del terme municipal de Monistrol de Calders, al Moianès.
Està situada a 607 metres d'altitud, ponent de la masia del Rossinyol, al peu del camí que des de la masia s'adreça al punt quilomètric número 19 de la carretera B-124. Actualment està molt perduda, mig tapada pels eixamplaments del camí i l'erosió de les pluges.